# Bart Slegers
Bart Slegers (Enschede, 20 januari 1964) is een Nederlandse acteur. Hij is vooral in het theater actief maar speelt ook vaak rollen in televisiereeksen en films. Hij werd bij het grote publiek vooral bekend met zijn rollen in Sedes & Belli als Patrick Coene, Flikken als Tommy en Gluckauf als Lei.
Slegers werd geboren in Enschede en woonde in Helmond, voordat hij op zesjarige leeftijd naar Turnhout verhuisde. Slegers studeerde in 1986 af aan het Koninklijk Vlaams Conservatorium Antwerpen, waar hij in de toneelklas zat van Dora van der Groen.
Slegers speelde van 1990 tot 2000 bij Het Zuidelijk Toneel, waar hij onder meer de rollen van Hamlet en Richard II op zich nam. Van 2007 tot 2012 speelde hij bij het Rotterdamse Ro Theater, waar hij onder meer meespeelde in een bewerking van Shakespeares King Lear. Sinds seizoen 2012-2013 is hij vast ensemblelid bij Toneelgroep Amsterdam.
In Antwerpen was Slegers eveneens acht jaren politiek actief als districtsraadslid voor de partij Groen. Hij heeft twee dochters.

## Televisie en film
- Blueberry Hill (1989) - als Felix Zakowski
- Langs de Kade (1990)
- Niet voor publikatie (1991)
- Het perfecte huwelijk (1992)
- Suite 16 (1994) - als Rudy
- Kats & Co (1994)
- Hoogste tijd (1995) als Max Oort/Ariël
- Brylcream Boulevard (1995) - als Felix Zakowski
- Ons geluk (1995-1996) - als Ruben De Clerck
- Veilig rijden (1997) - als bestuurder
- De Raf en Ronny Show (1998) - als gast
- Thuisfront (1998) - als Job
- Wooww (1999) - als Tomas
- Heterdaad (1999) - als Antoine Rasenberg
- Zoenzucht (2000) - als huisarts
- Sedes & Belli (2002-2004) - als Patrick Coene
- De zaak Alzheimer (2003) - als Marc Lemmens
- Aan zee (2004) - als Dirk
- Gyri (2004) - als Eno
- Flikken (2004-2006) - als Thomas 'Tommy' Desmit
- Witse (2005) - als Dirk Verbiest
- F.C. De Kampioenen (2005) - als Etienne
- Witse (2006) - als Michel De Poorter
- De scheepsjongens van Bontekoe (2007) - als Schele
- Sara (2008) - als Stefaan Vanderlinden
- Kinderen van Dewindt (2008) - als voetbalhooligan
- Vermist (2008) - als man van Anja
- Thuis (2007-2008) - als Ludo De Backer
- Zone Stad (2008) - als Dirk
- Mega Mindy (2009) - als Elektro
- Code 37 (2009) - als Remco Dooghe
- Solo (2009)
- Zwart water (2010) - als Geert
- Aspe (2011) - als Danny Ides
- Witse (2012) - als Rudi Leyssens
- Moordvrouw (2014) - als Frits Klatter
- Flikken Maastricht (2014) - als Aad Grueters
- De zonen van Van As (2014) - als Mark
- Gluckauf (2015) - als Lei Frissen
- Penoza (2015) - als Michel
- Heer & Meester (2016) - als VIP
- Flikken Rotterdam (2016) - als Hero Rademakers
- Project Orpheus (2016) - als rechercheur Alex
- Opgeruimd (2016) - als officier De Graaff
- Pensionado (2016) - als Peter De Reuver
- Vigor (2016) - als vader
- Klem (2017) - als Andrea Laarmans
- Meisje van plezier (2017)
- Verloren dochter (2017) - als man
- Centraal Medisch Centrum (2017) - als rechercheur
- Fenix (2018) - als Jos Segers
- Nocturne (2019) - als Serge
- Vermist! (2019) - als de Bok
- De twaalf (2019) - als inspecteur Donald Vantomme
- Hallali (2019) - als Toontje van Wanrooij
- Mocro Maffia (2020) - als Oom Tatta
- De Sterfshow (2021) - als Leon
- Sisyphus at Work (2021) - als Alexander
- Mocro Maffia (2021) - als Cobus
- COCON (2021) - als Bero Kruger
- Onze straat (2021) - als Erwin
- Rampvlucht (2022) - als Jeroen Plettenberg
- Flikken Maastricht (2024) - als Lucas van Dongen
- De Toeslagenaffaire (2024) - als Antoine

## Toneelgroep Amsterdam
- 2012-'15: Nora (regie: Thibaud Delpeut)
- 2013-'14: De Meeuw (regie: Thomas Osternazi)
- 2013: Het temmen van de feeks (regie: Ivo van Hove)
- 2013: Kinderen van de zon (regie: Ivo van Hove)
- 2013-'15: Opening Night (regie: Ivo van Hove)
- 2013-'17: Romeinse Tragedies (regie: Ivo van Hove)
- 2014: Dantons Dood (regie: Johan Simons)
- 2014-'18: The Fountainhead (regie: Ivo van Hove)
- 2014-'18: Medea (regie: Simon Stone)
- 2015-'18: Kings of war (regie: Ivo van Hove)
- 2016-'17: De Welwillenden (regie: Guy Cassiers)
- 2016-'18: De dingen die voorbijgaan (regie:Ivo van Hove)
- 2017: Uit het leven van marionetten (regie: Nanouk Leopold)
- 2017-'18: Ibsen Huis (regie: Simon Stone)
- 2017: Oedipus (regie: Robert Icke)
- 2018: Scenes uit een huwelijk (regie: Ivo van Hove)
- 2018-'19: Het hout (regie: Michiel van Erp)
- 2019: De Kersentuin (regie: Simon McBurney)